# Euthystira
Genre
Euthystira est un genre de criquets de la famille des Acrididae.

## Distribution
Les espèces de ce genre se rencontrent en Eurasie.

## Liste des espèces
Selon Orthoptera Species File (3 avril 2010) :
- Euthystira brachyptera (Ocskay, 1826)
- Euthystira luteifemora Zhang, Zheng & Ren, 1995
- Euthystira pavlovskii Bei-Bienko, 1954
- Euthystira xinyuanensis Liu, 1981
- Euthystira yuzhongensis Zheng, 1984

## Référence
- Fieber, 1852 : Grundlage zur Kenntnis der Orthopteren (Gradflüger) Oberschlesiens, und Grundlage zur Kenntniss der Käfer Oberschlesiens. Ratibor, Bögner, p. 1-19.